# 兰干街道
兰干街道，是中华人民共和国新疆维吾尔自治区阿克苏地区阿克苏市下辖的一个街道办事处。

## 行政区划
兰干街道下辖以下地区：
前进社区、海江社区、栏杆社区、迎宾社区、英阿瓦提社区和红光社区。